# Seis sonatas para varios instrumentos
Seis sonatas para varios instrumentos compuestas por Claude Debussy, músico francés (en francés: Six sonates pour divers instruments, composées par Claude Debussy, musicien français) es un ciclo proyectado de sonatas para varios instrumentos que fue interrumpido por la muerte del compositor en 1918, después de haber compuesto solo la mitad de las obras. Dejó atrás sus sonatas para violonchelo y piano (1915), flauta, viola y arpa (1915) y violín y piano (1916-1917).

## Historia
A partir de 1914, el compositor, animado por el editor de música Jacques Durand, se propuso escribir un conjunto de seis sonatas para varios instrumentos, en homenaje a los compositores franceses del siglo XVIII. La Primera Guerra Mundial, junto con los compositores Couperin y Rameau, inspiraron a Debussy mientras escribía las sonatas.

Durand, en sus memorias tituladas Quelques souvenirs d'un éditeur de musique, escribió lo siguiente sobre el origen de las sonatas:
Después de su famoso Cuarteto de cuerdas, Debussy no había escrito más música de cámara. Luego, en los Concerts Durand, volvió a escuchar el Septeto con trompeta de Saint-Saëns y se despertó su simpatía por este medio de expresión musical. Me admitió el hecho y lo animé calurosamente a seguir su inclinación. Y así surgió la idea de las seis sonatas para varios instrumentos.
En una carta al director de orquesta Bernard Molinari, Debussy explicó que el conjunto debería incluir "diferentes combinaciones, con la última sonata combinando los instrumentos utilizados anteriormente". Su muerte el 25 de marzo de 1918 le impidió llevar a cabo su plan, y Durand solo completó y publicó tres de las seis sonatas, con una dedicatoria a su segunda esposa, Emma Bardac.

## Sonatas

### Sonata para violonchelo y piano
La sonata para violonchelo y piano, L. 135, fue escrita en 1915 y se destaca por su brevedad, la mayoría de las interpretaciones no superan los 11 minutos. Es parte del repertorio básico del violonchelo moderno y comúnmente se considera una de las mejores obras maestras escritas para este instrumento.
La obra tiene tres movimientos: 
- I. Prologue: Lent, sostenuto e molto risoluto
- II. Sérénade: Modérément animé
- III. Finale: Animé, léger et nerveux

Los dos últimos movimientos están unidos por un attacca. En lugar de la forma de sonata, Debussy estructura la pieza al estilo de la sonata monotemática del siglo XVIII, y fue particularmente influenciado por la música de François Couperin.
La pieza hace uso de modos y escalas tonales y pentatónicas, como es propio del estilo de Debussy. También utiliza muchos tipos de técnicas extendidas de violonchelo, que incluyen pizzicato para la mano izquierda, spiccato y arcos de flautando, falsos armónicos y portamenti. La pieza se considera técnicamente exigente.
No está claro si los comentarios descriptivos relacionados con los personajes de la Commedia dell'arte fueron realmente entregados por Debussy al violonchelista Louis Rosoor. 

### Sonata para flauta, viola y arpa (o piano)
La sonata para flauta, viola y arpa (o piano), L. 137, también fue escrita en 1915.
La primera interpretación de la Sonata tuvo lugar en Boston, en el Jordan Hall del New England Conservatory, el 7 de noviembre de 1916. Los intérpretes eran miembros de un conjunto de viento llamado Longy Club, que había sido fundado por el oboísta principal de la Orquesta Sinfónica de Boston, George Longy. La primera representación en Francia fue privada y tuvo lugar el 10 de diciembre de 1916, en la casa del editor de Debussy, Jacques Durand. Se pensaba que la primera actuación pública en Francia fue en un concierto benéfico el 9 de marzo de 1917; sin embargo, Thompson (1968) informó de una interpretación de la sonata en el Aeolian Hall de Londres por Albert Fransella, Harry Waldo Warner y Miriam Timothy el 2 de febrero de 1917 como parte de un concierto ofrecido por el London String Quartet. Una actuación típica dura entre 17 y 18 minutos.
Según Léon Vallas (1929), Debussy planeó inicialmente esto como una pieza para flauta, oboe y arpa. Posteriormente decidió que el timbre de la viola sería una mejor combinación para la flauta que para el oboe, por lo que cambió la instrumentación a flauta, viola y arpa. La instrumentación se convertiría más tarde en una instrumentación de conjunto estándar.
La obra tiene tres movimientos:
- I. Pastorale: Lento, dolce rubato
- II. Interlude: Tempo di Minuetto
- III. Finale: Allegro moderato ma risoluto

### Sonata para violín y piano
La sonata para violín y piano en sol menor, L. 140, fue escrita en 1917. Fue la última gran composición del compositor y destaca por su brevedad; una actuación típica dura unos 13 minutos. El estreno tuvo lugar el 5 de mayo de 1917, la parte de violín interpretada por Gaston Poulet, con el propio Debussy al piano. Fue su última interpretación pública.
La obra tiene tres movimientos:
- I. Allegro vivo
- Intermède: Fantasque et léger
- III. Finale: Très animé

### Las sonatas inconclusas
Debussy escribió en el manuscrito de su sonata para violín que la cuarta sonata debía escribirse para oboe, trompa y clavecín, y la quinta para trompeta, clarinete, fagot y piano. 
Para la sonata final y sexta, Debussy imaginó un concierto donde se combinan las sonoridades de los "varios instrumentos", con la graciosa asistencia del contrabajo, haciendo la instrumentación: 
- flauta
- oboe
- clarinete
- fagot
- corno francés
- trompeta
- arpa
- piano
- clavecín
- violín
- viola
- violonchelo
- contrabajo

La idea de combinar los instrumentos oboe, trompa y clavicémbalo inspiró a Thomas Adès a escribir su Sonata da Caccia, y la combinación de los instrumentos trompeta, clarinete, fagot y piano inspiró a Marc-André Dalbavie a escribir su Axioma.
El compositor australiano Lyle Chan ha escrito tres sonatas para las mismas combinaciones de instrumentos que en las tres sonatas inacabadas de Debussy. 